# حسین بغلانی
حسین بغلانی (زاده ۴ اوت ۱۹۹۰ آبادان) یک بازیکن فوتبال اهل ایران است.

## زندگینامه
حسین بغلانی متولد ۱۳ مرداد ۱۳۶۹ در شهر ماهشهر خوزستان است.